# Куб (телешоу, Россия)
«Куб» — телеигра, выходившая на Первом канале, российский аналог английской телеигры The Cube, в котором участник выполняет различные задания внутри прозрачного куба. За успешное выполнение каждого из них он получает денежный приз. С 30 марта по 15 июня 2013 года игра выходила по субботам в 20:00/20:05. С 14 сентября по 30 ноября 2013 года игра выходила по субботам в 18:45/18:15. Повторные показы некоторых выпусков транслировались с 3 по 24 августа 2014 года по воскресеньям в 17:45. Информации о возможном продолжении проекта не поступали.  Главной причиной закрытия этого проекта стали низкие рейтинги.

## Правила
В шоу необходимо победить в семи играх внутри «Куба». У участника имеются 9 жизней, если испытание на любом уровне успешно не пройдено, он теряет одну «жизнь». После успешного прохождения любого испытания перед игроком стоит выбор: играть дальше или забрать выигранную сумму денег и закончить игру. Но если игрок принял решение играть дальше и вошёл в Куб, то остановить игру и забрать деньги игрок уже не может до успешного прохождения испытания (за исключением пробной попытки перед решением проходить испытание). А если во время выполнения любого из заданий игрок потеряет в Кубе все «жизни», он покинет игру ни с чем.
Если участник доходит до последней, седьмой игры, ему предлагается пройти ещё раз одну из тех шести игр, которые он уже прошёл, но в усложнённом варианте. Если участник проходит седьмую игру, он становится победителем и получает главный приз.
Кроме «жизней», один раз за игру участник может воспользоваться двумя опциями:
- Помощь куба — текущее испытание каким-либо образом упрощается, однако способ упрощения нельзя узнать, не активировав данную опцию.
- Пробная попытка — участник один раз перед любой со 2 по 7 игру может попробовать пройти испытание и решить, будет ли он продолжать игру или заберёт выигранные деньги. Так же и уже во время прохождения любого испытания, с 1 по 7 игру, один раз  можно активировать данную опцию. Но результат пробной попытки никак не учитывается: успешное прохождение не является победой на данном этапе, а неудача не забирает одну из жизней.

Ниже представлен список сумм, которые получает игрок за прохождение соответствующих игр внутри куба:
| Испытание | Стоимость      |
| --------- | -------------- |
| 7         | 3 000 000 руб. |
| 6         | 1 500 000 руб. |
| 5         | 500 000 руб.   |
| 4         | 250 000 руб.   |
| 3         | 100 000 руб.   |
| 2         | 50 000 руб.    |
| 1         | 10 000 руб.    |

Все суммы испытаний не суммируются, а заменяются после прохождения каждой по счёту игры.

## Крупные выигрыши
Ни один из участников игры в Российской версии не смог пройти все испытания и выиграть главный приз, но трём участникам удалось дойти до последней, седьмой игры и выиграть по 1 500 000 рублей:
- Юлия Ковальчук, эфир — 20 апреля 2013 года, 7-я игра — «Переворот».[1], осталось 2 жизни.
- Эдгард Запашный, эфир — 25 мая 2013 года, 7-я игра — «Траектория».[2], снова осталось 2 жизни.
- Алексей Лысенков, эфир — 5 октября 2013 года, 7-я игра — «Падение», и тут осталось 2 жизни.